# HyperCard
HyperCard je aplikacijski program za Apple računala, i jedno od najuspjepšnijih hipermedijskih proizvoda prije pojave svjetske mreže. HyperCard je kombinacija datoteke s grafičim sposobnostima, te fleksibilnom korisničkim sučeljem. HyperCard za svoj rad je koristio programski jezik HyperTalk koji je služio za obradu podataka i korisničkog sučelja. HyperCard se pojavio na tržištu 1987. godine, i ne podržava se od 2004. godine.